# Gilmar de Souza Borges
Gilmar de Souza Borges (Fundão, 10 de fevereiro de 1955) é um advogado e político brasileiro. Foi por três vezes prefeito do município capixaba de Fundão.

## Biografia

#### Carreira
Começou na política como cabo eleitoral do candidato a prefeito Sebastião Carreta em 1982. Entre 1983 e 1984, foi chefe de gabinete do presidente da Assembleia Legislativa do Espírito Santo, deputado Dilton Lyrio Neto. Em 1988, quando estava no PMDB, venceu a eleição para prefeito com apoio de Sebastião Carreta e Dilton Lyrio Neto, derrotando o ex-prefeito Clério Zuccolotto.
Em 1990, rompeu com o ex-prefeito e então secretário no governo estadual, Sebastião Carreta. Já no Partido dos Trabalhadores, em 1996, derrotou João Manoel Miranda Nunes nas eleições para prefeito. De volta ao PMDB, foi reeleito para o cargo em 2000, superando Sebastião Carreta.

#### Primeiras Denúncias
Em 2000, foi criada contra o prefeito Gilmar de Souza Borges uma comissão parlamentar de inquérito (CPI), inconclusiva, em relação a uma denúncia de que a prefeitura teria adquirido 20 mil tijolos para a construção de um muro que nunca teria existido. Gilmar também foi denunciado, ao Ministério Público, por vereadores que responsabilizavam-no por supostamente não aplicar verbas destinadas à mão de obra da construção de casas; irregularidades no serviço e na contratação de transporte escolar; desconto irregular de dez por cento do benefício de 90 reais mensais a menores de idade do projeto Projovem; e superfaturamento no aluguel de dragas e na compra de um trator em Carapina, distrito do município da Serra.

### Condenações e Processos
Em 2010, foi condenado em primeira instância à perda de direitos políticos por quatro anos e ao pagamento de R$ 10,2 mil de multa, em processo sobre suposta irregularidade na autorização de pedido de empréstimo para investimentos em iluminação pública em 2004 à Eletrobras. Para o Ministério Público do Espírito Santo (MPES), a aprovação da lei municipal 279/2004 lesaria o patrimônio público. Na época, sete vereadores também foram condenados, com perda de direitos políticos por três anos e multa de R$ 5,1 mil. Em novembro de 2013, o Tribunal de Justiça do Espírito Santo (TJES) reformou a decisão de 2010, absolvendo Borges e os sete vereadores no caso do empréstimo para iluminação pública. Segundo o relator, desembargador Fábio Clem de Oliveira, não houve dolo e, por o empréstimo não ter se concretizado, não se verificou improbidade.
Foi condenado pela Justiça em 2012 por contratar irregularmente servidores para o mandato de 1989 a 1992, sendo punido com multa, perda de direitos políticos por três anos e proibição de ganhar benefícios ou incentivos fiscais por dez anos. O advogado do ex-prefeito disse que entrariam com recurso. Para o advogado, o fato prescrevera quando o Ministério Público do Espírito Santo (MPES) processou o político em 2006. Em 2015, o TJES também reformou a sentença de 2012 por suposta irregularidade na contratação de servidores para o mandato de 1989 a 1992, absolvendo-o da condenação em primeira instância. Para o relator, desembargador Jorge do Nascimento Viana, não houve a comprovação do dolo, ainda que genérico, do agente público, sendo acompanhado pelos outros desembargadores, ficando descaracterizado o ato de improbidade.

#### Eleição de 2020
Foi eleito para um quarto mandato entre 2021 e 2024 nas eleições municipais de 2020 com 5.192 votos (50,09% dos votos válidos), contra o presidente da Câmara e ex-prefeito interino Eleazar Ferreira Lopes, que obteve 4.918 votos (47,45% dos votos válidos), e Carlos Magno Barbosa Fracalossi, que obteve 255 votos (2,46% dos votos válidos).